# Shipibo-Conibo indiánok
A Shipibo-Conibo indiánok Peru őslakos népességének egyik csoportja, akik az Amazonas esőerdőiben élnek a perui Ucayali-folyó területén. A korábbi Shipibo (nyelvükön majomemberek) és Conibo (halemberek) törzsek idővel egyesültek, elsősorban a közösségi rituálék hasonlósága és a beházasodások miatt. Ma már Shipibo-Conibo indiánokként ismertek együttesen.

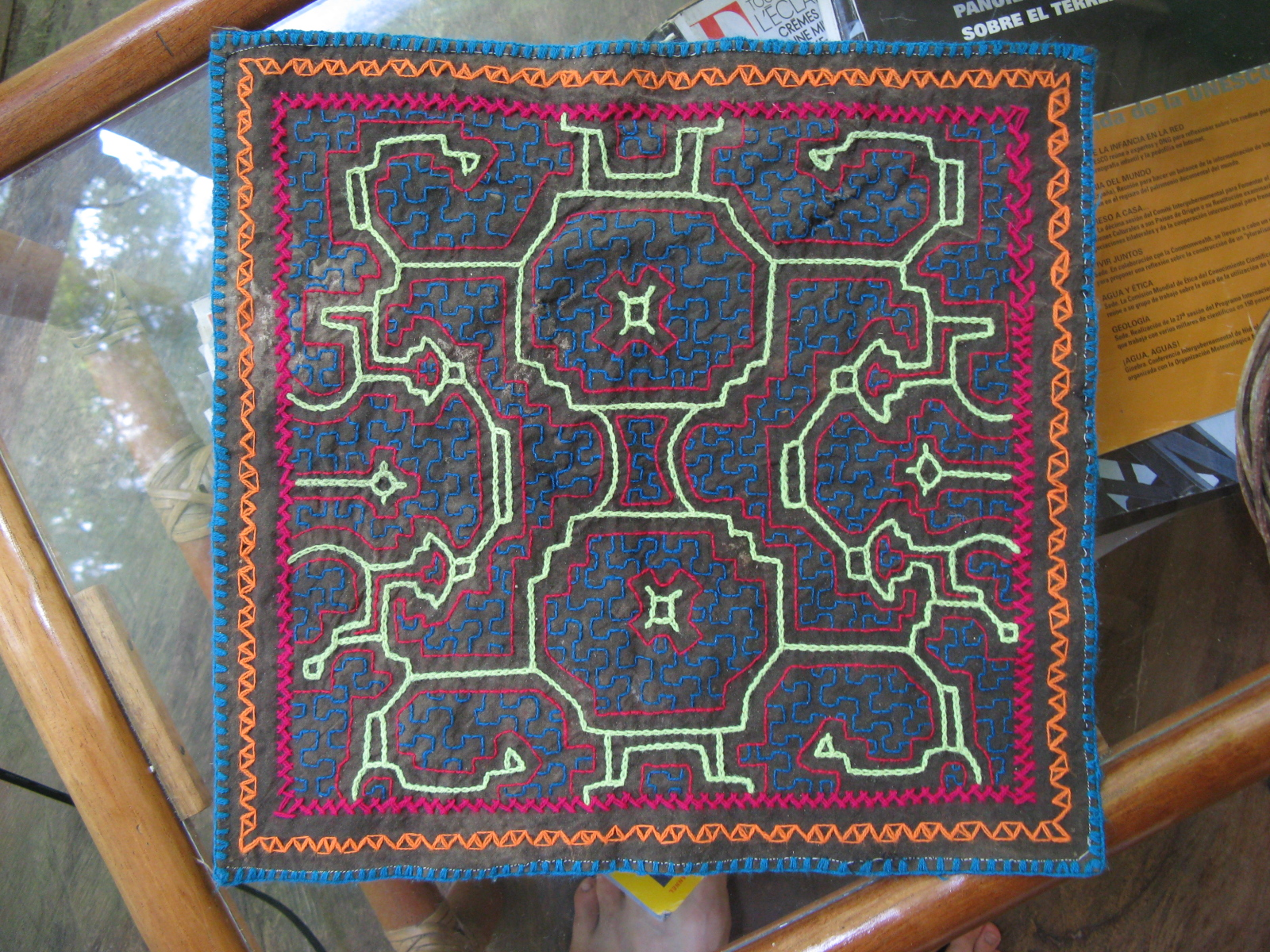
Shipibo-Conibo törzsi hagyományos hímzés

## Életmód, hagyományok és étkezési szokások
A Shipibo-Conibo emberek alkalmazkodnak a 21. századhoz, de visszanyúlnak az évezredes múltra visszatekintő kultúrájukhoz is. Számos törzsi szokásukat mindmáig gyakorolják, mint például az ayahuasca sámánizmust. Sámánisztikus dalaik képzőművészeti tradíciókat, dekoratív formákat is inspirált, melyek ruházatukon, fazekas tárgyaikon, eszközeiken és egyéb drapériákon is fellelhetőek. 
A Shipibo-Conibo nők gyöngymintákat készítenek és drapériákat festenek, de leginkább fazekasművészetükről ismertek, labirintus szerkezetű, piros és fekete geometrikus díszítési stílusukról. Bár ezek a kerámiatárgyak hagyományosan otthoni használatra készültek, számos háztartásban állítanak elő vázákat és egyéb műtárgyakat az egyre növekvő turistapiac számára. Továbbá chapo nevű, édes gyógynövényes italt is készítenek.
A Shipibo-Conibo indiánok rendkívül gazdag és bonyolult kozmológiájuk miatt is ismertek, ami a művészetükkel is összefonódott.
A 17. századtól kezdve próbálták keresztény misszionárusok megtéríteni őket, főleg ferences-rendi szerzetesek.
Jan Kounen 2004-ben dokumentumfilmet készített a Shipibo-Conibo indiánok életéről és sámánisztikus hagyományaikról Más világok (Other worlds / D'autres mondes) címmel.

## Népesség

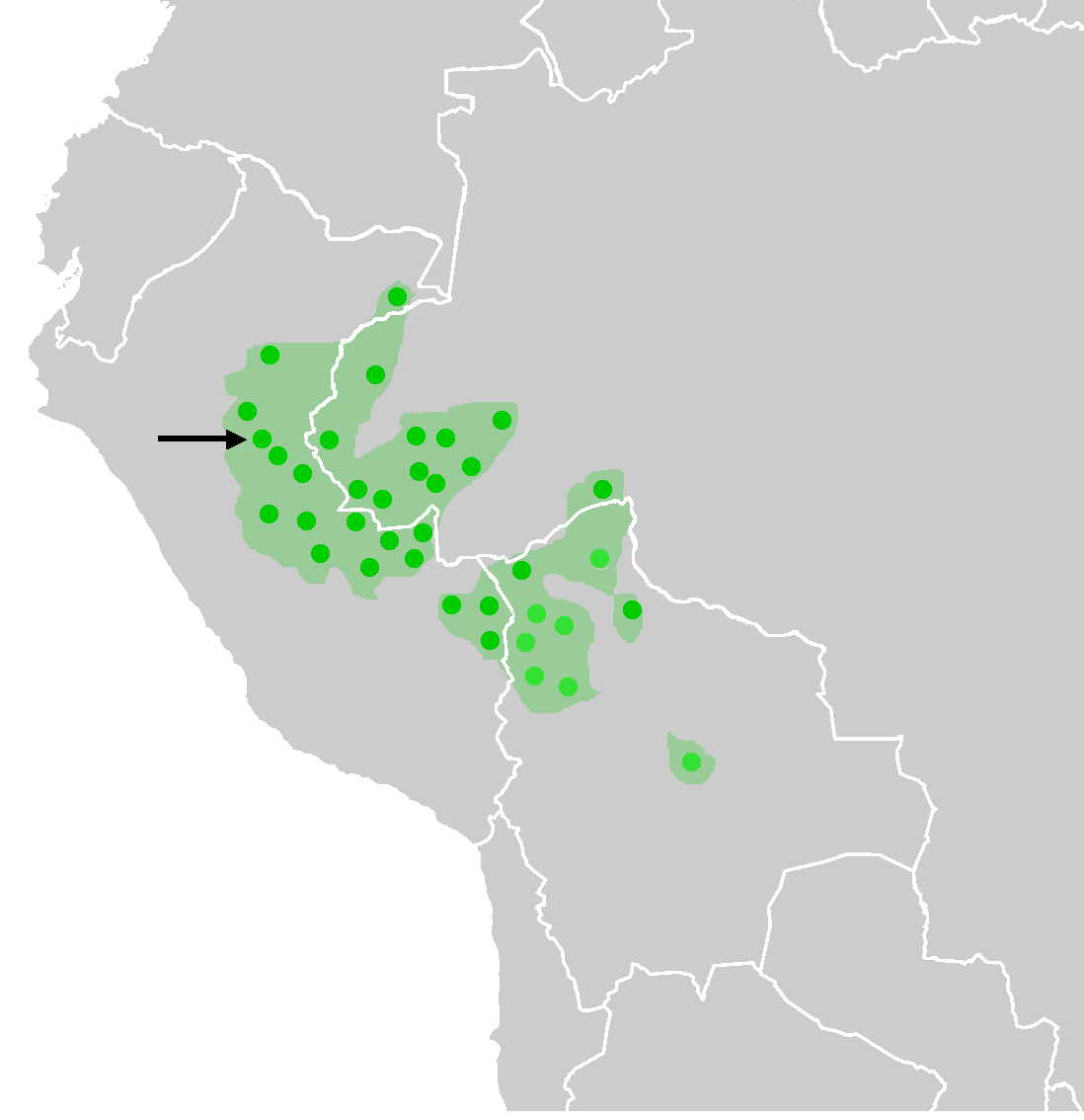
A Shipibo-Conibo emberek eloszlása (nyíllal) a Pano-nyelvű etnikumok között

A Shipibo-Conibo emberek 20.000 fősre becsült népessége a bejelentett őslakos népesség körülbelül 8%-át teszi ki, bár a népszámlálási adatok nem pontosak a közösség tünékeny volta miatt. Nagy részük városokba költözött, - főleg a perui Pucallpa és Yarinacocha városokba - hogy jobb oktatási és egészségügyi szolgáltatásokban részesülhessenek, illetve alternatív megoldást találhassanak pénzszerzésre.
A közösség létszáma 11.000 és 25.000 fő között ingadozott az elmúlt évtizedekben.
Az Amazonas-medence többi őslakos népéhez hasonlóan a Shipibo-Conibo indiánok is fenyegetett helyzetben vannak olyan külső tényezők által, mint az olajkereskedelem, a fakitermelés, a drogkereskedés és a konzerváció.